# 黑暗靈魂
《黑暗靈魂》是一款由日本電子遊戲公司From Software製作的動作角色扮演遊戲，於PlayStation 3和Xbox 360平台上發行，隨後因請願聯署而發行Microsoft Windows版。亦是《惡魔靈魂》的精神續作，魂系列的第一部作品（目前有三部作品）。黑暗靈魂的暫定名稱源于制作公司的黑暗計劃（Project Dark）本作為万代南夢宫自費發行。《黑暗靈魂》的故事發生在虛構的王國羅德蘭（Lordran），玩家扮演一个被關押在北方不死院（Northern Undead Asylum）被詛咒的不死人，偶然被神秘人放出，踏上自己命運的冒險旅途。
《黑暗靈魂》於2011年8月在歐美地區發售，同年9月在日本本土發售。2012年8月，黑暗靈魂以受死版（Prepare to Die）登錄PC平台，並包含以前PlayStation 3和Xbox 360用户體驗不到的内容。2012年10月，PC版本發布了第一個追加包“Artorias of the Abyss”。《黑暗靈魂 復刻版》於2018年5月24日在任天堂Switch、PlayStation 4、Xbox One和PC平台發售，該版本支持1080P以及最高至4K分辨率，除任天堂Switch版本（30幀）以外都将以60幀運行，此外復刻版各版本都支持中文。
黑暗靈魂發售後立即獲得廣泛的好評，被認為是最佳的電子遊戲之一，評論家們稱讚其戰鬥打擊感，錯綜複雜的世界設計和深度的代入感。然而，遊戲的難度却得到了褒貶不一的評價。遊戲的PC版本評論普遍較差，主要在於PC版本的優化問題、錯誤及崩潰問題等。但根據Games for Windows Live遊戲平台統計，2012年遊戲的PC版是玩家玩得第二多的遊戲。2013年4月，FromSoftware宣布《黑暗靈魂》已售出230萬套。遊戲的續作《黑暗靈魂II》、《黑暗靈魂III》分别於2014年和2016年發售。

## 玩法
玩家初期得自訂主角，可自由选择诸如性别、外貌、体型、名字、出身（初始职业）等项目。雖有職業選項，但其實只關係到初期能力和裝備。因為劇情設定，不論玩家如何變動外觀，初期一定是活屍。
本作採開放世界，各區域環環相扣，但有若干區域隨主線劇情解鎖。各區域特定地點有篝火，是玩家存檔重生成長之處，然而一旦啟用就會讓路上敵人復活，因此玩家如何在有限資源下一口氣突破重圍找到下一個篝火成了初期拓荒的重點。
遊戲裡的經驗值和貨幣共同以靈魂計算，必須在開銷和成長兩間取得平衡。
連線機制有延續前作的非即時連線，如血痕留言，死前幻影。亦有即時連線的協力和對戰。

## 劇情
遠古時代，世界被霧壟罩且由不朽古龍統治，但某天卻燃起了初始之火，而最初的死者尼特（Nito）、伊札里斯的魔女（the Witch of Izalith）與陽光之王葛溫（Gwyn）從火中分別得到了死亡、生命與光明的王之力量，而容易被遺忘的人類始祖則跟隨了三位王者的腳步並得到了黑暗靈魂的力量。得到力量的王們在無鱗白龍希斯（Seath the Scaleless）的幫助下消滅了古龍，開啟火之時代，然而火終將有熄滅的一天，黑夜將重臨人世，詛咒的黑暗之環也會在火即將熄滅時出現於人群中，導致人類成為不死，但會在每次死亡的同時失去部分人性，最終成為沒有意志的遊魂，葛溫發覺此事後便自願成為薪王（Lord of Cinder）以維持初始之火的力量，但仍無法阻止火的衰弱。
被關在北方不死院（Undead Asylum）隔離的不死人主角在一天被救出，並得知少數被選上的不死人可以前往古代諸王之地羅德蘭（Lordran）巡禮，敲響當地的兩口甦醒之鐘。在敲響了不死教堂與古代遺跡的鐘後，世界之蛇尋王者芙拉姆特（Frampt）因此甦醒開啟了塞恩古城，告知不死人肩負著重要的使命：繼承葛溫燃起初始之火，除去不死詛咒，讓光明重回世界；但另一條世界之蛇卡斯（Kaathe）卻認為黑暗重臨是世界的循環，而葛溫卻憂慮人類會誕生黑暗之王，強加傳火的使命於族人與不死人身上乃違背天理，並告知主角應該追隨人類始祖，滅火成為黑暗時代之王。
但無論如何主角都需前往王都亞諾爾隆德（Anor Londo），從公主葛薇艾薇雅（Gwynevere）手中拿到王器，擺放在葛溫的陵墓門前，並用尼特、伊札里斯的魔女、以及獲得了葛溫靈魂的希斯與小隆德四王之靈魂裝滿王器，打開陵墓後擊敗葛溫。若主角選擇與葛薇艾薇雅締結契約，會在初始之火祭壇引火上身，成為薪王延續火之時代；若選擇與卡斯締結契約，主角則會直接走出墓門，並接受卡斯與芙拉姆特的效力成為黑暗之王。

## 评价
| 汇总媒体   | 得分                                |
| ---------- | ----------------------------------- |
| Metacritic | PC: 85/100 PS3: 89/100 X360: 89/100 |

| 媒体                | 得分            |
| ------------------- | --------------- |
| Edge                | 9/10 then 10/10 |
| Eurogamer           | 9/10            |
| PALGN               | 10/10           |
| Fami通              | 37/40           |
| The Daily Telegraph | [ 18 ]          |

| 媒体                                                        | 奖项                                        |
| ----------------------------------------------------------- | ------------------------------------------- |
| Electronic Gaming Monthly Game Revolution IncGamers Q-Games | 年度游戏大奖                                |
| GameTrailers Games.cz                                       | 最佳角色扮演游戏                            |
| GameZone TeamXbox                                           | 最佳角色扮演游戏（提名）                    |
| GameZone                                                    | 最佳动作/冒险游戏                           |
| Fami通                                                      | 卓越游戏奖                                  |
| Game Informer GameSpot                                      | 最佳BOSS战                                  |
| Edge                                                        | 本世纪最佳电子游戏 迄今为止最伟大的电子游戏 |
| USgamer                                                     | 自2000年以来最佳电子游戏                    |

### PC 版本
GameSpy评论道，PC版的品質简直“低劣（shabby）”，包括游戏强制性锁定每秒30帧的限制，以及较差的键鼠控制和不可调节的游戏分辨率，但增加的内容却给出好评，并给予游戏总体有利的评价。Eurogamer也评论了游戏的品質：“《黑暗靈魂：受死版》不附带任何PC游戏的选项，你会期望它是一个从游戏机版本移植过来精心重制的游戏，这也是FromSoftware所承诺的。Anyone who passes up Dark Souls for this reason is cutting off their nose to spite their neckbeard of a face。”黑暗靈魂II的游戏制作人之一宮副岳志，回应了PC版的批评说：

这听起来很糟糕，但我们的主要优先事项是尽可能快地将游戏移植到PC上，因为人们都想要PC版。 但日本的PC市场是如此之少，原来根本没有计划发行PC版，但随着北美和欧洲游戏迷的强烈请愿，即使缺乏在PC平台上的工作经验，我们仍然以最好的姿态尽可能快地得到它。这为未来可能出现的问题埋下伏笔.......我们都知道有PC有特定的功能，如为鼠标键盘配置键位，更高的分辨率和帧率这些。但是……这不是我们要忽略它，但我们要花大量时间去实现它，测试它，并达到人们期望的水平。 事实上更多的责任是出版商（萬代南夢宮）的决定，他们说，伙计们，不要担心这一点——让我们来看看它是如何在PC上工作的。

## 事件
游戏发布于PlayStation 3和Xbox 360平台，许多玩家表示他们希望能玩到PC版本。 对此万代南梦宫一高层Tony Shoupinou回复称，PC版本也许会发布。截止到2012年1月6日，粉丝们对PC版本黑暗靈魂的请愿，有超过93,000人签名。 最终PC版游戏于2012年4月7日通过《PC Action》杂志确认。但在开发过程中有人透露，FromSoftware对移植PC平台缺乏经验，并着注于添加新内容，而不是优化。之后于2012年8月放出受死版（Prepare to Die）并增加新内容，包括新NPC，新的敌人种类和头目（BOSS）。 新内容“Artorias of the Abyss”也于2012年10月以追加下载内容（DLC）的形式发布。不久之后，开发商宣布黑暗靈魂的PC版将发布于Games for Windows Live平台并使用DRM，引起粉丝争议。游戏的PC版本最终发布于2012年8月23日。发布后不久一个非官方制作的游戏模组发布。通过这个非官方补丁破解了游戏对原本不可配置的帧数限制。
2014年12月15日，Games for Windows Live便从Steam版本中删除并由Steamworks取代，由此为游戏增加了云存档和成就功能。2016年4月，该游戏透过向下兼容性登录Xbox One平台。

## 奖项
Game Revolution网站、IncGamers媒体给予黑暗靈魂年度游戏大奖，Q-Games的迪伦·库斯伯特（Dylan Cuthbert）、Double Fine Productions的布拉德·穆尔（Brad Muir）和《电子游戏月刊》的埃里克·L·帕特森亦授予了该游戏相同的奖项。GameTrailers网站给予游戏“最佳角色扮演游戏（Best Role-Playing Game）”奖，同时亦提名“最佳多人游戏（Best Multiplayer Game）”、“最佳预告片（Best Trailer）”及年度游戏大奖。GameZone则给予该游戏“最佳动作/冒险游戏（Best Action/Adventure）”奖以及“最佳角色扮演游戏”奖的提名。
每日电讯报给予游戏“最佳整合在线功能（Best Integration of Online Features）”奖，并提名“最佳游戏制作人”（宫崎英高）、“最佳等级设计”、“最佳音效设计”（樱庭统）、“最佳开发者（FromSoftware）”及年度游戏奖。TeamXbox的“最佳RPG游戏”评选中，该游戏荣获亚军。1UP.com给予了该游戏“最有成就感（Most Rewarding Game）”奖。 Game Informer则给予了该游戏“最佳BOSS战”奖。此奖项亦从GameSpot获得，包括编辑选择奖和读者选择奖。该游戏也于Fami通2012年的颁奖典礼上获得卓越奖。
2013年， Digital Spy将黑暗靈魂评为该世代游戏机中最佳游戏。2014年，Edge杂志将黑暗靈魂评为第七世代游戏机最佳的游戏之一，并指出，虽然游戏的流程一开始会让你感到厌倦，“我们还没有遇到一个玩家因持久力不足而对游戏产生冷漠。” 2015年9月，该杂志“100款最伟大的电子游戏（The 100 Greatest Videogames）”将黑暗靈魂放置榜首。2015年，该游戏被GamesRadar选上“最佳游戏TOP100（The 100 best games ever）”列表，同样也登上了USgamer网站上“自2000年来15款最佳游戏（The 15 Best Games Since 2000） ”列表，该游戏的PC版亦被Rock, Paper, Shotgun评为“PC上最佳RPG游戏”。2016年，黑暗靈魂在PC Gamer所列出的“迄今为止最佳角色扮演游戏列表（Best RPGs of all time list）”中排行第五。

## 影响
黑暗靈魂被认为是第七世代游戏机中最杰出的电子游戏之一，由于黑暗之魂的成功，诸多游戏都受魂系列的影响，如《天命》、《异化》、《堕落之王》、《盐与避难所》、《铲子骑士》、《泰坦之魂》、《挺進地牢》、《巫师3：狂猎》、《仁王》等。
汲取了《黑暗之魂》及From Software前序作品《恶魔之魂》特色的这一类游戏，被称作“魂类”或“类黑魂”游戏（英語：Souls-Like）；特别地，由From Software开发的几款作品，合称为魂系列（英語：Souls Series）。这一系列名称原由玩家群体讨论使用，但随后也被研究与开发人员丰富其定义，如关卡设计与游玩体验等。一些游戏平台，也开始以“魂系列类型”称呼这一类游戏；这同时也伴随了「“魂系列”是不是一种新的游戏类型（英語：Game genre）」的讨论。

## 续作
游戏的续作《黑暗靈魂II》于2012年12月7日的Spike电子游戏大赏公开，预计登录的平台有Microsoft Windows、PlayStation 3和Xbox 360。传闻新游戏制作人向《Edge》透露，魂系列的难度可能会降低。万代南梦宫的发言人Brian Hong在电子娱乐展向粉丝们保证，《黑暗靈魂II》将是“格外地难（viciously hard）”。最终《黑暗靈魂II》于2014年3月11日发布于PlayStation 3和Xbox 360平台，PC版本也于2014年4月25日发布。2015年又发布了增强版本“原罪哲人（Scholar of the First Sin），并在原先的平台的发布的同时，又新增Xbox One、PlayStation 4平台的版本。魂系列的第三作《黑暗靈魂III》在2015年的E3展上公布，已于2016年4月12日发售。